# Odsutan u proljeće
Odsutan u proljeće (izdan 1944.) je ljubavni roman Agathe Christie, treći od šest romana napisan pod pseudonimom Agathe Christie.
Sjajni ljubavni romani potpisani imenom misteriozne Mary Westmacott koji su naišli na odličan prijem kako kod publike, tako i kod kritike, izašli su, zapravo ispod pera Agathe Christie. Ista književna imaginacija koja je smišljala najneobičnija ubojstva i vodila nas kroz zapetljane labirinte mračnih ljudskih poriva umijela je i da iznudi i podjednako uzbudljive tvorevine o onoj drugoj, svjetlijoj strani čovjekove prirode, o njegovim istančanim emocionalnim stopama, o dramama, što prethode iz treperavog odnosa među spolovima.
Ovo je jedan od šest sjajnih ljubavnih romana, koje je Agatha Christie, pod imenom Mary Westmacott, napisala u najboljoj tradiciji engleske proze ove vrste.

## Radnja
Vrativši se kući iz posjete svojoj kćerki u Iraku, Joan iznenada otkriva da se osjeća usamljeno i skučeno u zabačenoj kući. Ta iznenadna samoća primorava Joan da podvuče crtu i da se prvi put u životu suoči s pravom istinom o sebi. Vrativši se u mislima godinama unazad, Joan doživljava bolno iskustvo ponovo ispitujući svoje stavove, odnose s ljudima i postupke, i postaje prilično uznemirena osobom koju otkriva...